# Xã West Branch, Quận Missaukee, Michigan
Xã West Branch (tiếng Anh: West Branch Township) là một xã thuộc quận Missaukee, tiểu bang Michigan, Hoa Kỳ. Năm 2010, dân số của xã này là 466 người.